# Lionel Charles Hopkins
Lionel Charles Hopkins (* 1854; † 1952) war ein britischer Sinologe. Er war der Bruder von Gerard Manley Hopkins. Er besaß eine größere Sammlung beschriebener chinesischer Orakelknochen (The Hopkins Collection of Inscribed Oracle Bone).

## Werke (Auswahl)
- Report by Mr. L.C. Hopkins on the island of Formosa von Lionel Charles Hopkins. Harrison and Sons 1885
- The guide to Kuan hua : a translation of the "Kuan hua chih nan" with an essay on tone and accent in Pekinese, and a glossary of phrases. 3., and rev. ed. Shanghai: Kelly & Walsh 1900
- The origin and earlier history of the Chinese coinage von Lionel Charles Hopkins. Photographic reprint, 1978

- F.H. Chalfant: The Hopkins Collection of Inscribed Oracle Bone, New York, 1939